# پاندورنا
پاندورنا (به انگلیسی: Pandhurna) یک منطقهٔ مسکونی در هند است که در بخش چهیندوارا واقع شده‌است. پاندورنا ۱۹۳٬۸۱۸ نفر جمعیت دارد و ۴۷۴ متر بالاتر از سطح دریا واقع شده‌است.